# Fanny Helembai
Fanny Helembai (født 26. december 1996) er en kvindelig ungarsk håndboldspiller som spiller for Váci NKSE i den ungarske Nemzeti Bajnokság I og Ungarns kvindehåndboldlandshold.
Hun repræsenterede Ungarn, da hun var blandt de udvalgte i landstræner Gábor Eleks endelige trup ved Sommer-OL 2020 i Tokyo.,  Hun deltog ligeledes ved EM i kvindehåndbold 2018 i Danmark.